# Province ecclésiastique de Marseille

La province ecclésiastique autour du diocèse de Marseille.

La province ecclésiastique de Marseille est une des quinze provinces ecclésiastiques de l'Église catholique en France.
Elle est créée le 8 décembre 2002, par décret du préfet de la Congrégation pour les évêques, Giovanni Battista Re, cardinal-évêque du diocèse suburbicaire de Sabina-Poggio Mirteto.
Elle comprend l'archidiocèse métropolitain de Marseille et les archidiocèses ou diocèses suffragants de celui-ci :
- l'archidiocèse d'Aix et Arles,
- l'archidiocèse d'Avignon,
- le diocèse d'Ajaccio,
- le diocèse de Digne, Riez et Sisteron,
- le diocèse de Fréjus-Toulon,
- le diocèse de Gap et Embrun et
- le diocèse de Nice.

Elle couvre la région Provence-Alpes-Côte d'Azur et la collectivité territoriale de Corse.